# 1642

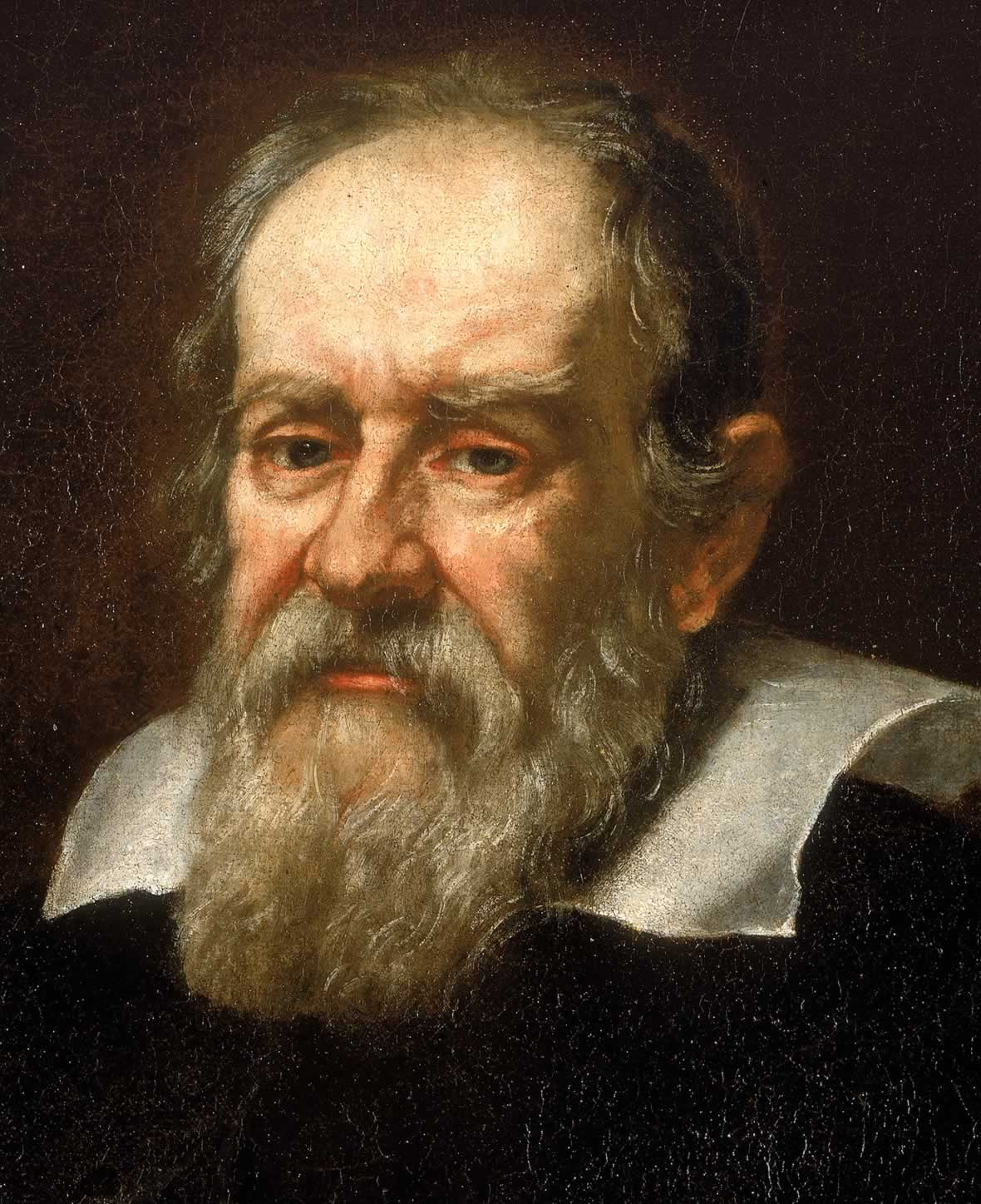
Galilei

Het jaar 1642 is het 42e jaar in de 17e eeuw volgens de christelijke jaartelling.

## Gebeurtenissen
januari
- 4 - Karel I van Engeland probeert vijf vooraanstaande leden van het Long Parliament te arresteren, maar zij weten te ontsnappen. Aanloop naar de Engelse Burgeroorlog.

februari
- boven de Noordzee en Waddenzee woedt een storm waarin een (anno 2025 nog) onbekend schip vergaat. In 2010 werd het wrak daarvan ontdekt en sindsdien staat dat bekend als het Palmhoutwrak, naar het grootste deel van de lading. In kisten die in het wrak bewaard zijn gebleven werden ook kledingstukken teruggevonden.

mei
- 17 - De stad Montreal wordt gesticht onder de naam Ville Marie als grenspost en als verzamelpost voor de pelshandel. Het is de derde nederzetting in de kolonie Nieuw-Frankrijk.
- 22 - Stadhouder Frederik Hendrik bezoekt met zijn zoon de erfprins en hun beider dames de Portugees-joodse synagoge in Amsterdam.

juni
- 1 - Het Engelse parlement stelt negentien eisen aan de koning, die neerkomen op overdracht van de regeermacht.
- 1 - Kevelaer wordt een bedevaartsoord.

juli
- 12 - In Wesel ontploft een wagen beladen met buskruit.
- 17 - Graaf Willem van Nassau-Siegen wordt opgevolgd door zijn halfbroer Johan Maurits.

augustus
- 13 - Christiaan Huygens observeert als eerste de zuidelijke poolkap van Mars.
- 22 - Koning Karel I van Engeland vestigt zijn hoofdkwartier in Nottingham. Hij doet een laatste oproep aan het parlement om het land niet in een burgeroorlog te storten.

september
- 19 - Frankrijk annexeert het Vorstendom Sedan.

november
- 24 - Abel Tasman ontdekt Tasmanië.

december
- 4 - Kardinaal De Richelieu, de Franse eerste minister, sterft en wordt opgevolgd door kardinaal Mazarin.
- 13 - Abel Tasman ontdekt 'Statenland' (het latere Nieuw-Zeeland).
- 18 - Abel Tasman vaart de Golden Bay binnen. De eerste ontmoeting met Maori's loopt uit op een gewelddadige botsing, waarbij vier van zijn bemanningsleden worden gedood.

zonder datum
- De Zwanenbroeders bestaan voortaan uit achttien katholieke en achttien protestantse leden.
- Blaise Pascal ontwikkelt de eerste mechanische rekenmachine.

## Muziek
- Claudio Monteverdi componeert de opera l'Incoronazione di Poppea
- Eerste uitvoering van de opera Il palazzo incantato van Luigi Rossi te Rome.

## Beeldende kunst
- Voltooiing door Rembrandt van De compagnie van kapitein Frans Banning Cocq en luitenant Willem van Ruytenburgh beter bekend als De Nachtwacht

De Nachtwacht (1642) Rembrandt, Rijksmuseum
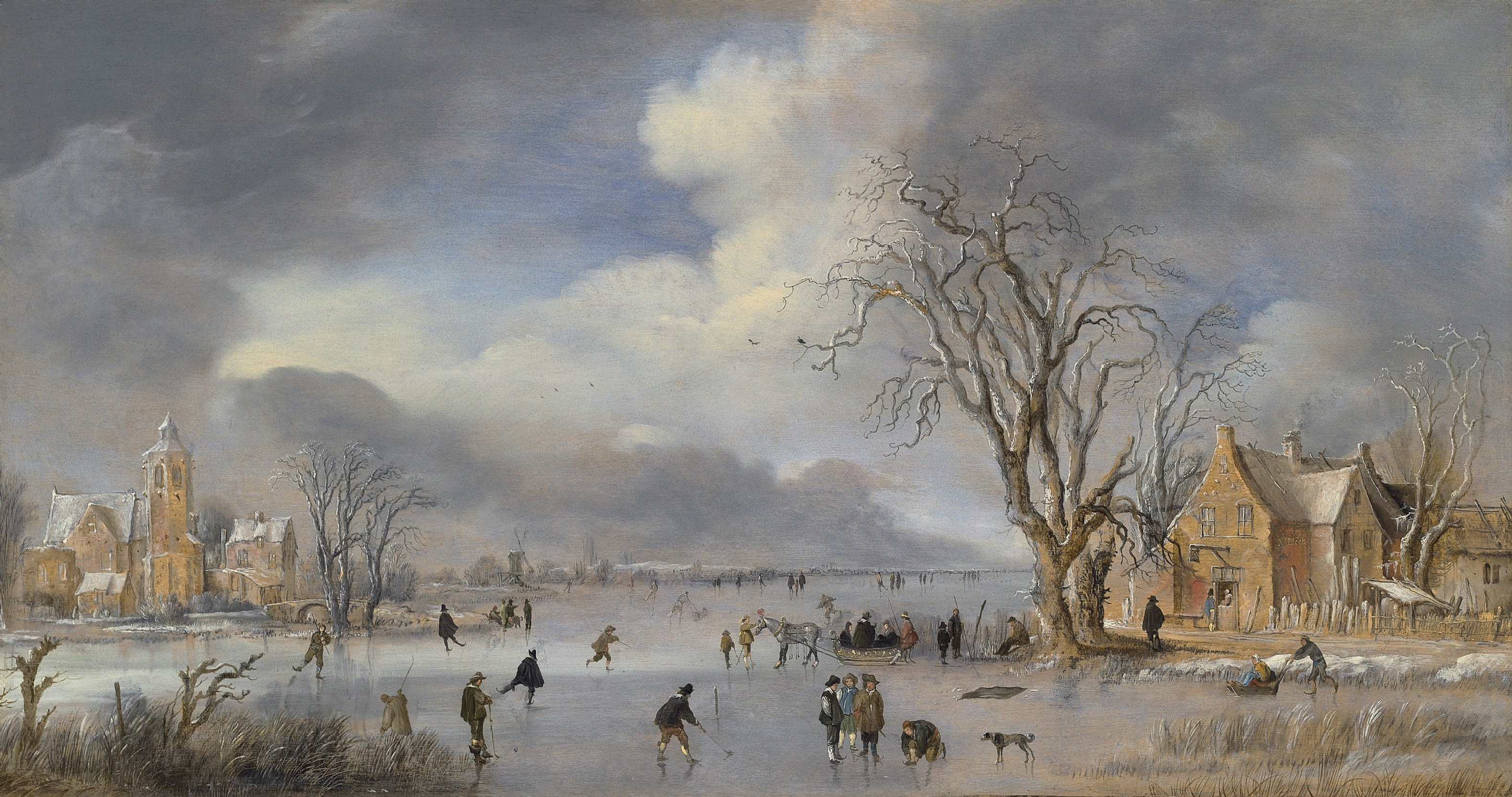
Winterlandschap (1642) Aert van der Neer
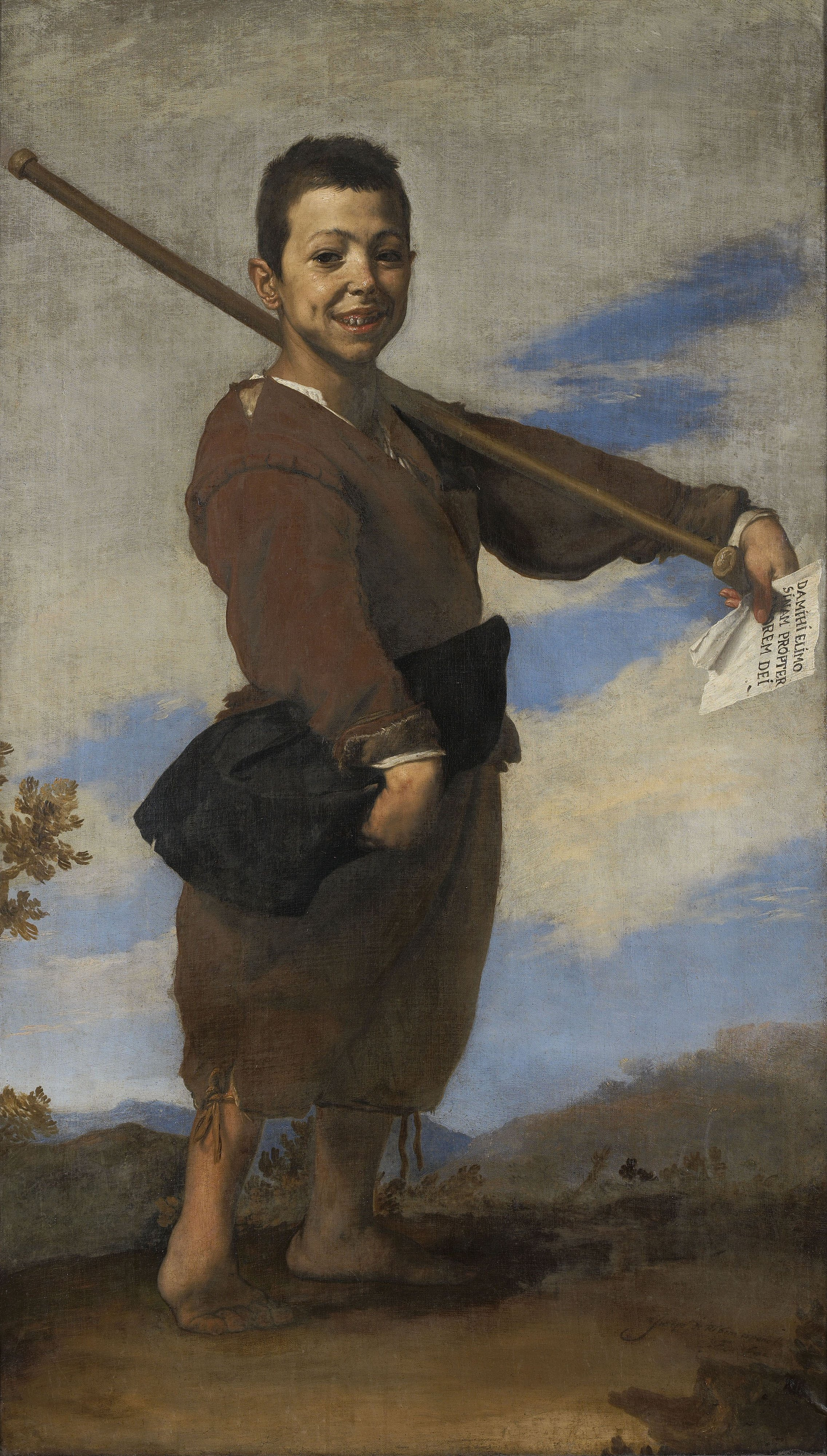
De jongen met de klompvoet (1642) José de Ribera

## Bouwkunst

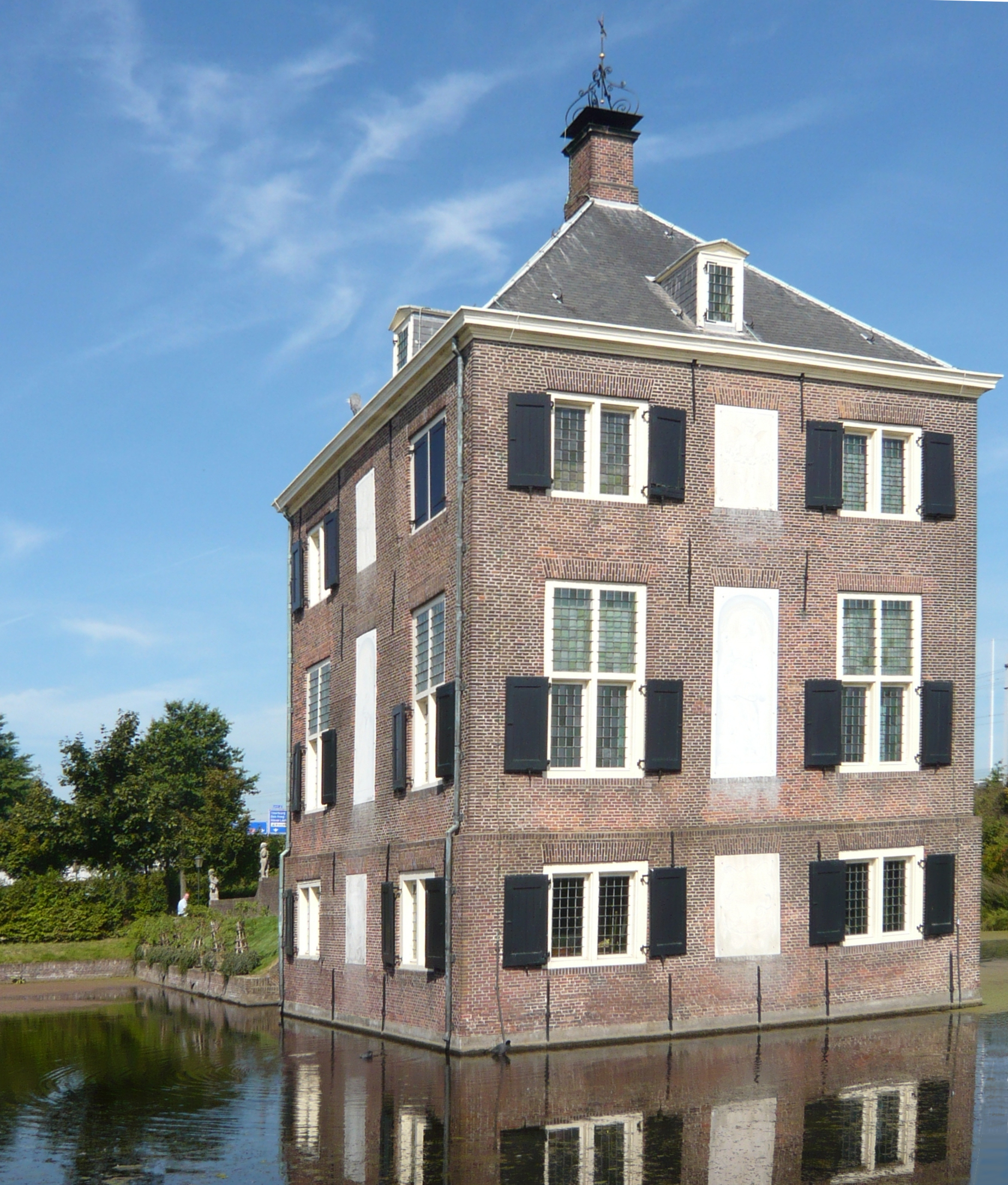
Hofwijck, Voorburg (1642) Pieter Post

## Geboren
januari
- 2 - Mehmet IV, sultan van het Ottomaanse Rijk (overleden 1693)

oktober
- 16 - Albert Magnus, Nederlands boekbinder en uitgever (overleden 1689)

december
- 8 - Johann Christoph Bach, Duits componist (overleden 1703)

datum onbekend
- Prins Indra Brahma (overleden vóór 1690)
- Benedictus Buns, geestelijke en componist (overleden 1716)

## Overleden
januari
- 8 - Galileo Galilei (77), Italiaans natuurkundige
- 23 - Sophia Hedwig van Brunswijk-Wolfenbüttel (47), echtgenote van Ernst Casimir van Nassau-Dietz

april
- Isabella Charlotte van Nassau (9 of 10), dochter van Frederik Hendrik

juni
- 14 - Saskia van Uylenburgh (29), vrouw van Rembrandt van Rijn

juli
- 3 - Maria de Medici (67), koningin van Frankrijk
- 17 - Willem van Nassau-Siegen (49), graaf van Nassau-Siegen en veldmaarschalk van het Staatse leger
- 24 - Crato van Nassau-Saarbrücken (21), graaf van Nassau-Saarbrücken

december
- 4 - Kardinaal Richelieu (57), eerste minister van Frankrijk

## Voorbeeldgetal
Op de Haagse Hogeschool wordt bij de opleiding Mechatronica in het vak Microcontroller Programmeren het getal 1642 als standaardvoorbeeld gebruikt tijdens het behandelen van talstelsels. De reden hiervoor is dat het een jaartal is dat aanspreekt vanwege de bekendheid van De Nachtwacht. Als voorbeeld is het zeer bruikbaar, omdat het voldoet aan de eisen dat alle cijfers kleiner zijn dan 8 en ongelijk aan elkaar. Hierdoor kan het niet alleen worden beschouwd als een decimaal getal, maar ook als een octaal of hexadecimaal getal. Het psychologische effect dat iets wat een jaartal zou kunnen zijn los van de context al gauw als een jaartal wordt geïnterpreteerd, komt daarbij aan de orde.